# Stellantis
Stellantis NV — нидерландская транснациональная корпорация по производству автомобилей, образованная в 2021 году в результате слияния итальяно-американского автопроизводителя Fiat Chrysler Automobiles (FCA) с французской компанией Groupe PSA.
Название Stellantis (рус. Стелла́нтис) происходит от латинского глагола stellāre, означающего «сиять звёздами».
Корпорация зарегистрирована в Нидерландах как публичная компания с ограниченной ответственностью (N.V.), владеет 14 брендами: Abarth, Alfa Romeo, Chrysler, Citroën, Dodge, DS, Fiat, Jeep, Lancia, Maserati, Opel, Peugeot, Ram Trucks и Vauxhall. Название «Stellantis» используется исключительно как корпоративный бренд, названия и логотипы автомобильных брендов остаются неизменными.
В компании работает 258 тыс. сотрудников, она представлена более чем в 130 странах с производственными предприятиями в 30 странах. За 2023 год компанией было продано 6,393 млн автомобилей (в 2020 году будущие участники нового объединения выпустили 6,8 млн автомобилей). В списке крупнейших публичных компаний мира Forbes Global 2000 за 2024 год Stellantis заняла 59-е место.

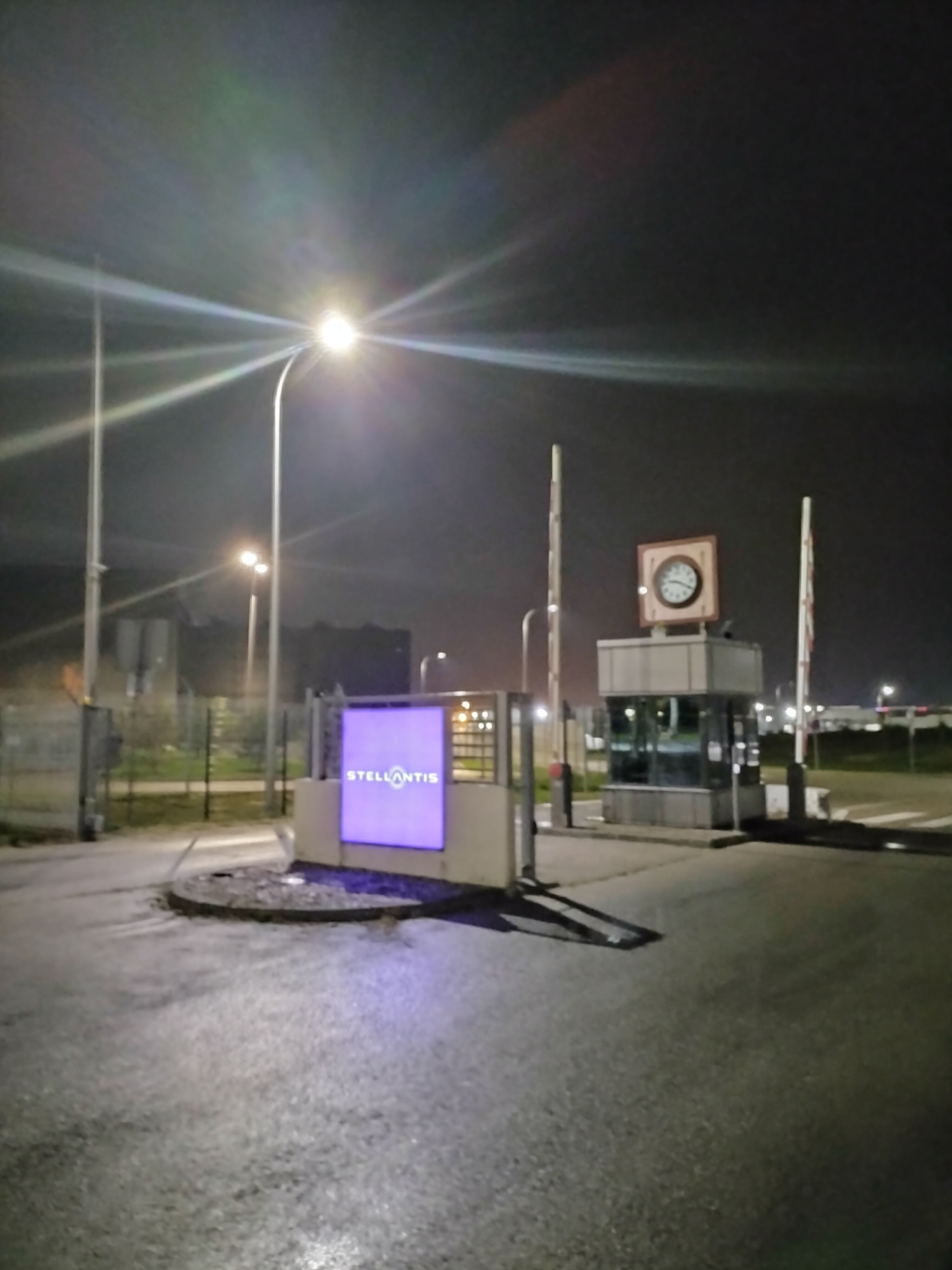

## История
В начале 2019 года Fiat Chrysler Automobiles предпринял попытку слияния с французской группой «Рено» (Renault) и заключил с компанией предварительное соглашение. Однако французское правительство не поддержало это соглашение, и предложение было отозвано.

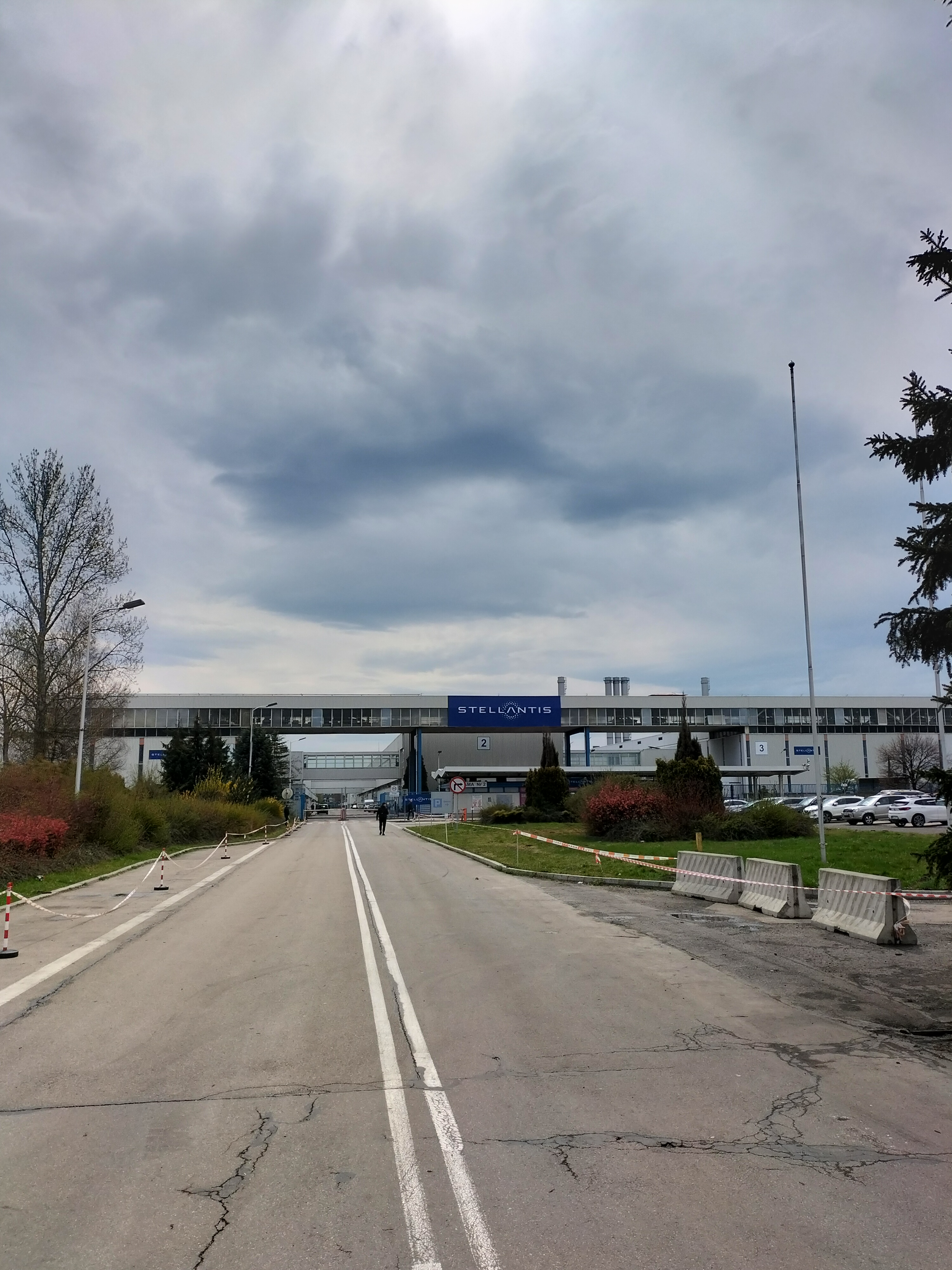

Впоследствии Fiat Chrysler Automobiles обратился с предложением к Groupe PSA. Слияние, официально согласованное в декабре 2019 года, позволило создать четвёртого по величине производителя автомобилей в мире по объёму производства и привело к ежегодной экономии затрат в размере около 3,7 млрд евро или 4,22 млрд долларов.
21 декабря 2020 года Европейская комиссия объявила о своём одобрении слияния с минимальными средствами правовой защиты для обеспечения конкуренции в этом секторе.
Слияние было подтверждено 4 января 2021 года, после голосования акционеров обеих компаний, сделка завершилась 16 января 2021 года.
Торги обыкновенными акциями объединённой компании начались на Итальянской фондовой бирже и Euronext Paris 18 января 2021 года, а на следующий день состоялся листинг на Нью-Йоркской фондовой бирже, на всех биржах акции получили тикер «STLA».

## Структура
По состоянию на 2021 год портфель брендов Stellantis:
| Бренд          | Основан | Brand CEO              | Позиционирование |
| -------------- | ------- | ---------------------- | ---------------- |
| Chrysler       | 1925    | Timothy Kuniskis       | American brands  |
| Dodge          | 1914    | Timothy Kuniskis       | American brands  |
| RAM            | 2010    | Michael Koval          | American brands  |
| Mopar          | 1937    | Timothy Kuniskis       | American brands  |
| Jeep           | 1941    | Christian Meunier      | Global SUV       |
| Fiat           | 1899    | Olivier François       | Core             |
| Abarth         | 1949    | Olivier François       | Core             |
| Citroën        | 1919    | Vincent Cobée          | Upper mainstream |
| Peugeot        | 1810    | Linda Jackson          | Upper mainstream |
| Opel           | 1862    | Michael Lohscheller    | Upper mainstream |
| Vauxhall       | 1903    | Michael Lohscheller    | Upper mainstream |
| Alfa Romeo     | 1910    | Jean-Philippe Imparato | Premium          |
| DS Automobiles | 2014    | Béatrice Foucher       | Premium          |
| Lancia         | 1906    | Luca Napolitano        | Premium          |
| Maserati       | 1914    | Davide Grasso          | Luxury           |

## Производственные площадки
Основные производственные мощности расположены в следующих регионах и городах:
- Европа
  - Франция: Мюлуз, Пуасси, Ренн, Сошо, Севель Нор в Лье-Сен-Аманд
  - Италия: Кассино, Мельфи, Мирафиори, Модена, Помильяно д’Арко, Севель-Суд в Атессе
  - Испания: Фигуэруэлас, Мадрид, Сарагоса, Виго
  - Португалия: Мангуальде
  - Германия[13]: Айзенах, Кайзерслаутерн, Рюссельсхайм
  - Австрия: Вена-Асперн
  - Венгрия: Сентготтхард
  - Польша: Тыхы, Бельско-Бяла, Гливице, Скочув
  - Словакия: Трнава[14]
  - Великобритания: Порт Элсмир, Лутон
  - Сербия: Крагуевац
- Ближний Восток
  - Турция: Бурса (совместное предприятие)
- Северная Америка
  - США: Бельвидер, Детройт, Стерлинг-Хайтс, Толедо, Валенсия, Уоррен
  - Канада: Виндзор, Брамптон
  - Мексика: Сальтильо, Толука
- Южная Америка
  - Бразилия: Бетим, Порту-Реал, Гояна
  - Аргентина: Кордова

## Подразделения
Основные подразделения по состоянию на 2021 год:
- Северная Америка (Stellantis North America) — производство и продажа автомобилей под брендами Jeep, Ram, Dodge, Chrysler, Fiat и Alfa Romeo; заводы в США, Канаде и Мексике; продажи составили 2,004 млн автомобилей, доля на рынке 11,1 % (4-е место). Выручка 69,7 млрд евро.
- Южная Америка — производство и продажа автомобилей под брендами Fiat, Fiat Professional, Jeep, Peugeot и Citroën; заводы в Бразилии и Аргентине; продажи составили 812 тыс. автомобилей, доля на рынке 22,9 %. Выручка 10,7 млрд евро.
- Европа — производство и продажа автомобилей под брендами Peugeot, Citroën, Opel/Vauxhall, DS, Fiat и Fiat Professional; заводы во Франции, Италии, Испании, Германии, Великобритании, Польше, Португалии, Сербии и Словакии; продажи составили 3,102 млн автомобилей, доля на рынке 19,4 % (2-е место). Выручка 59,1 млрд евро.
- Ближний Восток и Африка — производство и продажа автомобилей под брендами Peugeot, Citroën, Opel, Fiat и Jeep; основными рынками являются Турция, Египет и Марокко, заводы в Турции (совместное предприятие Tofas-Turk Otomobil Fabrikasi A.S.) и Марокко; продажи составили 411 тыс. автомобилей, доля на рынке 11,9 %. Выручка 5,2 млрд евро.
- Китай, Индия и Азиатско-Тихоокеанский регион — производство и продажа автомобилей под брендами Jeep, Peugeot, Citroën, Fiat, DS и Alfa Romeo; основными рынками являются Китай, Япония, Индия, Австралия и Республика Корея, заводы в Малайзии и совместных предприятий (СП) GAC Fiat Chrysler Automobiles Co, Dongfeng Peugeot Citroën Automobiles — Китай (в 2022 г. Stellantis заявил о банкротстве его СП в Китае; рассматривается возможность полного ухода из Китая[16]), Fiat India Automobiles Private Limited (Индия); продажи составили 230 тыс. автомобилей, доля на рынках незначительна. Выручка 4,0 млрд евро.
- Maserati — производство и продажа автомобилей под брендом Maserati; продажи составили 24 тыс. автомобилей, основными рынками являются США, Китай и Западная Европа. Выручка 2,0 млрд евро.

## Собственники и руководство
Акции компании котируются на Нью-Йоркской фондовой бирже и на площадках биржи Euronext в Париже и Милане.
После слияния FCA и PSA владельцами являются:
- Exor — 14,35 %
- Établissements Peugeot Frères (фр.) — 7,16 %
- Bpifrance — 6,15 %
- Amundi — 3,4 %
- BlackRock — 3,31 %
- Dongfeng Motor Group — 3,17 %[17]

В совет директоров по состоянию на 2022 год входили:
- Джон Элканн (John Philipp Elkann) — председатель, исполнительный директор; также возглавляет компанию Exor; с 2010 года возглавлял Fiat S.p.A.
- Карлос Таварес (Carlos Tavares) — главный исполнительный директор (CEO); с 2014 года возглавлял Peugeot SA (PSA).
- Робер Пежо (Robert Peugeot) — вице-председатель, глава инвестиционной компании семьи Пежо.
- Анри де Кастри (Henri de Castries) — главный независимый член совета директоров; с 2009 по 2016 год возглавлял страховую компанию AXA.
- Андреа Аньелли (Andrea Agnelli) — член совета директоров.
- Фиона Кларе Чиккони (Fiona Clare Cicconi) — член совета директоров.
- Жак де Сент-Экзюпери (Jacques de Saint-Exupéry) — член совета директоров, представитель трудового коллектива, в Peugeot с 1984 года.
- Николя Дюфурк (Nicolas Dufourcq) — член совета директоров, с 2013 года председатель Bpifrance.
- Энн Фрэнсис Годбихир (Ann Frances Godbehere) — член совета директоров, также входит в советы директоров Shell и Rio Tinto.
- Вань Лин Мартелли (Wan Ling Martello) — член совета директоров, также член советов директоров Alibaba и Uber, ранее была вице-президентом и финансовым директором Nestlé.
- Кевин Скотт (Kevin Scott) — член совета директоров, также главный технологический директор Microsoft с 2017 года.

## Дочерние компании
Основные дочерние компании по состоянию на конец 2021 года:
- Аргентина: FCA Automobiles Argentina S.A., Peugeot Citroën Argentina S.A.
- Бразилия: FCA Fiat Chrysler Automoveis Brasil LTDA., Banco Fidis S.A.
- Великобритания: Vauxhall Motors Limited, Peugeot Motor Company PLC, PSA Retail UK Limited
- Германия: Opel Automobile GmbH, FCA Germany AG, Peugeot Deutschland GmbH
- Индия: Fiat India Automobiles Private Limited (50 %)
- Испания: PSAG Automóviles Comercial España, S.A., Fiat Chrysler Automobiles Spain S.A.
- Италия: FCA Italy S.p.A., Groupe PSA Italia S.p.A., Maserati S.p.A., Fidis S.p.A., Fiat Chrysler Finance S.p.A.
- Канада: FCA Canada Inc.,
- Китай: Chrysler Group (China) Sales Ltd., Maserati (China) Cars Trading Co., Ltd., FCA Automotive Finance Co. Ltd.,
- Люксембург: Fiat Chrysler Finance Europe Société en nom collectif
- Мексика: Stellantis Mexico, S.A. de C.V.
- ОАЭ: Stellantis Middle East FZE
- США: FCA US LLC, Maserati North America, Inc., Stellantis Financial Services US Corp., FCA North America Holdings LLC, Fiat Chrysler Finance North America, Inc.
- Турция: Stellantis Automotiv Pazarlama Anonim Sirketi
- Франция: Automobiles Peugeot, Automobiles Citroën, PSA Retail France SAS, PSA Automobiles S.A., FCA France S.A.S., Banque PSA Finance, GIE PSA Trésorerie
- Швейцария: Stellantis International SA
- Япония: FCA Japan Ltd.